# Orthotrichum pulchellum
Orthotrichum pulchellum là một loài Rêu trong họ Orthotrichaceae. Loài này được Brunt. mô tả khoa học đầu tiên năm 1807.